# طلا(III) برمید
برمید طلا(III) (به انگلیسی: Gold(III) bromide) با فرمول شیمیایی AuBr۳ یک ترکیب شیمیایی با شناسه پاب‌کم ۸۲۵۲۵ است. که جرم مولی آن ۴۳۶٫۶۹ g/mol می‌باشد. شکل ظاهری این ترکیب، بلورهای سیاه قرمز تیره است.